# 奚仲增五
奚仲增五（HD 189276）是位於北天星座天鵝座的一顆恆星，位於星座北部邊界靠近天龍座之處。它呈橙色，視星等為4.98，肉眼隱約可見。根據視差，這顆恆星距離太陽大約820 光年，它的絕對星等為−2.25。它以+4公里/秒的徑向速度漂移遠離太陽系。這顆恆星的本動速度很高38.5+1.8
−2.2 km/s，因此可能是一顆速逃星。
這是演化至紅巨星分支的一顆老年恆星，恆星分類為K4.5IIIa。隨著氫的供應在其核心已經耗盡，它已經冷卻並膨脹到太陽半徑的178 倍。這是一顆磁場活躍的恆星，似乎正在接近紅巨星分支的尖端。以干涉測量術對這顆恆星的測量表明它明顯偏離了對稱性。奚仲增五的質量是太陽質量的四倍，並且從其膨脹的光球層輻射出太陽光度的1,533倍的光度，而光球表面的有效溫度為3,940 K。